# Wola Zaleska (województwo łódzkie)
Wola Zaleska – wieś w Polsce położona w województwie łódzkim, w powiecie poddębickim, w gminie Zadzim.
| SIMC    | Nazwa | Rodzaj    |
| ------- | ----- | --------- |
| 0990126 | Osada | część wsi |

W latach 1975–1998 miejscowość należała administracyjnie do województwa sieradzkiego.